# Crimini della fase finale
Con crimini della fase finale si definiscono i crimini nazionalsocialisti commessi nell'ultimo periodo della seconda guerra mondiale; la fase finale è solitamente intesa come il periodo compreso tra il gennaio 1945 e la fine delle ostilità, a zone localmente diversa.
Il termine fu coniato in relazione al perseguimento di questi crimini in Germania e Austria dopo il 1945. Nella raccolta delle sentenze dei tribunali sui crimini nazisti sono presenti 410 sentenze sul complesso criminale dei "crimini della fase finale".

## Autori e vittime
Gli autori furono i membri degli organi statali e delle organizzazioni nazionalsocialiste come anche Gestapo, SS e Wehrmacht; secondo lo studio più completo di Daniel Blatman, parteciparono spesso i civili della Gioventù hitleriana, del Volkssturm, delle guardie di sicurezza e anche altri cittadini comuni. Le vittime tipiche furono sia civili che soldati, accusati di indebolire le forze armate o di diserzione (nel caso dei militari), e anche i prigionieri dei campi di concentramento, i prigionieri ai lavori forzati e i prigionieri di guerra di altri paesi.
Il 30 aprile 1945 Ferdinand Schörner fu nominato comandante in capo dell'esercito da Hitler nel suo testamento politico, divenne noto come "Ferdinand il sanguinario", ancora oggi è considerato "il più brutale dei feldmarescialli di Hitler". Strappò regolarmente le medaglie e le insegne di grado agli ufficiali in ritirata, condannò a morte i soldati in rotta, inviò molti soldati e uomini Volkssturm nei reparti Himmelfahrtskommando.
Nel marzo 1945, Schörner tentò di far giustiziare il generale Hanns von Rohr perché si rifiutò di sparare ai soldati in fuga dai carri armati sovietici. L'OKH cambiò la condanna a morte con la degragadazione e la libertà vigilata.

## Azione legale
La legge del Consiglio di controllo n° 4 del 20 ottobre 1945 sulla riorganizzazione della magistratura tedesca consentì ai tribunali tedeschi di perseguire anche i crimini del periodo nazista seppure in misura limitata. I crimini contro i cittadini alleati inizialmente non poterono essere perseguiti perchè fu prerogativa delle autorità militari alleate. I processi principali, cioè il processo di Norimberga e i suoi successivi processi condotti contro l'alto rango burocratico nazista, iniziarono più o meno nello stesso periodo.
Con questa legge, la giurisdizione dei tribunali e dei pubblici ministeri tedeschi fu inizialmente limitata principalmente ai crimini contro tedeschi o austriaci. Per la vicinanza temporale molti delitti delle ultime settimane di guerra furono processati nei primi anni. Di norma, coloro che commisero i crimini furono i primi accusati. I procedimenti in aula iniziarono ad apparire in gran numero solo negli anni successivi. Molti tribunali della Germania occidentale sottolinearono che questi crimini si svolsero in uno "stato d'animo generale di sventura e fine dei tempi", in una "battaglia finale e psicosi di massa", con un'atmosfera di terrore generata dal crollo dell'ordine statale: queste componenti furono valutate come una sorta di sollievo dalla colpa portando così all'attenuazione della pena.
La Legge sull'impunità del 1954 prevedeva un'amnistia parziale per i reati commessi "sotto l'influenza delle circostanze straordinarie tra il 1º ottobre 1944 e il 31 luglio 1945 nell'assunzione di un obbligo ufficiale, di servizio o di diritto, in particolare in virtù di un ordine": i procedimenti in cui erano previste le pene detentive inferiori a tre anni furono archiviati; nel primo anno, l'esenzione dalla pena o la cessazione del procedimento ai sensi dell'articolo 6 riguardò 77 casi, di cui 44 per omicidio colposo.
Il testo della legge riprendeva la motivazione "in virtù di un ordine" e alimentò le polemiche intorno al cosiddetto ordine urgente. Lo storico Norbert Frei vede una "delegittimazione politica e sociale degli sforzi di perseguimento penale" nel risultato dell'amnistia, che provocò un "drammatico calo del numero delle nuove indagini avviate" contro gli autori nazisti.

## Episodi
Gli episodi di crimini di fine guerra in Germania, Austria, Italia e Croazia sono (in ordine alfabetico per località):

### Aquisgrana
25 marzo 1945: Franz Oppenhoff, nominato sindaco dopo che l'esercito statunitense liberò Aquisgrana, fu assassinato davanti casa da uomini delle SS e Luftwaffe per ordine di Heinrich Himmler. Il commando attraversò la linea del fronte a bordo di un aereo statunitense catturato.

### Altötting
Ad Altötting, Adam Wehnert, Josef Bruckmayer, Hans Riehl, Monsignor Adalbert Vogl e Martin Seidel furono fucilati sommariamente da un commando delle SS il 28 aprile 1945, mentre, secondo il resoconto ufficiale l'amministratore distrettuale Josef Kehrer e il sindaco Karl Lex si suicidarono. Dopo un appello della Freiheitsaktion Bayern, cercarono di liberare la loro città dal dominio nazista per evitare che venisse distrutta dall'avanzata delle truppe statunitensi. Infine, il 1º maggio 1945 fu ucciso anche l'elettricista Max Storfinger.

### Amburgo
- Bullenhuser Damm, Rothenburgsort: il 20 aprile 1945, gli uomini delle SS uccisero 20 bambini ebrei nella scuola di Bullenhuser Damm in precedenza sfruttati dai medici nazisti in crudeli esperimenti sullo studio della tubercolosi.
- 21 e 23 Aprile 1945: 13 donne e 58 uomini furono spostati dalla prigione di Fuhlsbüttel al campo di concentramento di Neuengamme e assassinati dalle SS per ordine della Gestapo. Si trattò principalmente di persone della resistenza in custodia cautelare e contro le quali non fu mossa alcuna accusa. Tra loro furono presenti i membri della Rosa Bianca Margarete Mrosek e Kurt Ledien, undici membri del gruppo Bästlein-Jacob-Abshagen, l'attrice Hanne Mertens, sei membri del gruppo di resistenza Kampf dem Fascismus, tra loro Rudolf, Annemarie e Carl-Rudolf Ladewig, oltre a due membri del gruppo di resistenza ceco Svornost.

### Amsterdam
L'esecuzione dei disertori tedeschi del 13 maggio 1945 avvenne cinque giorni dopo la resa della Germania nazista e della Wehrmacht, quando una corte marziale illegale composta da ufficiali tedeschi prigionieri e disarmati, detenuti sotto la sorveglianza degli Alleati ad Amsterdam condannò a morte due ex disertori tedeschi della Kriegsmarine, Bruno Dorfer e Rainer Beck. Il finto processo si svolse fuori Amsterdam, in un campo per prigionieri di guerra gestito dall'esercito canadese.
I prigionieri erano detenuti in un campo che in precedenza era un vecchio impianto di assemblaggio della Ford, e i due protagonisti vennero fucilati in un posto a poca distanza dal campo, il cui comandante era il capitano Robert K. Swinton.
Le forze canadesi, nel tentativo di garantire una transizione ordinata dalla guerra alla pace nei Paesi Bassi sott'occupazione delle forze alleate, dovendo per giunta assicurare anche la temporanea detenzione di oltre 150.000 prigionieri tedeschi (in buona parte appartenenti alla 24. Armee comandata da Johannes von Blaskowitz, oltreché a contingenti della Kriegsmarine e della Luftwaffe), permisero alle gerarchie militari tedesche di esercitare una effettiva autorità sui loro uomini, il che comportò l'applicazione dei codici militari di guerra, con conseguente applicazione in questo caso della pena di morte per i "disertori". Si giunse addirittura alla coesistenza pacifica di reparti armati canadesi e tedeschi che, per quanto fossero effettivamente in grado di mantenere l'ordine nel paese appena liberato dalla stessa occupazione nazista, crearono nondimeno un grave imbarazzo e sconcerto nelle Nederlandse Binnenlandse Strijdkrachten (NBS), le forze di liberazione nazionale olandesi al comando del principe Bernardo, che tentarono di disarmare i reparti tedeschi, in alcuni casi arrivando anche a scontri a fuoco.

### Ansbach
Robert Limpert fu impiccato al municipio di Ansbach dal comandante di combattimento poche ore prima dell'invasione americana. Tagliò pubblicamente la linea telefonica dell'ex posto di comando della Wehrmacht per evitare alla città altri combattimenti inutili. Subito dopo l'esecuzione, il comandante partì in bicicletta in direzione di Gunzenhausen. La città di Ansbach si è battuta per una degna commemorazione solo alcuni decenni dopo.

### Apolda
Nell'aprile 1945, sei disertori della Wehrmacht furono uccisi presso il campo sportivo di Bismarck-Höhe. Per commemorare i tre giovani soldati, Gerd Funke, Anton Müller e Gerhard Volk, il 18 agosto 2009 sono state poste tre pietre d'inciampo non lontano dalla scena del crimine.

### Aschaffenburg
28 marzo 1945: Friedel Heymann fu giustiziato pubblicamente come presunto disertore.

### Aschendorfer Moor, Emslandlager, Leer/Ostfriesland
Il soldato Willi Herold, noto come "il boia dell'Emsland", fu separato dalla sua unità e si "promosse" capitano. Insieme ad un gruppo di soldati l'11 aprile 1945 rilevò il campo di Emsland Aschendorfermoor fingendo di avere l'autorità necessaria. Herold e i suoi complici uccisero un totale di 172 persone tra detenuti del campo e civili.

### Bad Schmiedeberg
Il 27 aprile 1945, il soldato diciannovenne Jürgen zur Nieden fu fucilato a Bad Schmiedeberg perché abbandonò le truppe senza permesso; fu sepolto vicino alla torre dell'acqua al margine della foresta. Il suo corpo fu riesumato e seppellito il 3 febbraio 1946 nel cimitero di Bad Schmiedeberg.

### Berlino
- Prinz-Albrecht-Strasse e Invalidenstraße 
  - 22 e 23 Aprile 1945: 15 prigionieri della prigione di Lehrter Straße, per lo più membri del distretto del 20 luglio 1944, furono colpiti al collo di notte su un sito di macerie in Invalidenstraße[16] da un commando delle SS guidato da Kurt Stawizki:
    - Albrecht Haushofer (nato il 7 gennaio 1903);
    - Max Jennewein (nato il 4 agosto 1903)
    - Carlos Wilhelm Moll (nato il 16 aprile 1900)
    - Ernst Munzinger (Ufficiale della Wehrmacht) (nato il 6 luglio 1887)
    - Hans Victor von Salviati (nato il 23 agosto 1897)
    - Sergei Sossimov (nato sconosciuto, prigioniero di guerra sovietico)
    - Wilhelm Staehle (nato il 20 novembre 1877)
    - Klaus Bonhoeffer (nato il 5 gennaio 1901)
    - Hans John (combattente della resistenza) (nato il 31 agosto 1911)
    - Herbert Kosney (sopravvissuto)
    - Richard Kuenzer (nato il 6 settembre 1875)
    - Carl Adolf Marks (nato il 14 febbraio 1894)
    - Wilhelm zur Nieden (nato il 29 agosto 1878)
    - Friedrich Justus Perels (nato il 13 novembre 1910)
    - Rüdiger Schleicher (nato il 14 gennaio 1895)
    - Hans Ludwig Sierks (nato il 24 luglio 1877)

  - 23 e 24 Aprile 1945:
    - Karl Ludwig Freiherr von und zu Guttenberg
    - Albrecht Graf von Bernstorff
    - Ernest Schneppenhorst
    - Rupert Gehring
    - Eugenio Ense
    - Hans Koch
    - Giuseppe Wagner.

  - 24 aprile 1945: un soldato tedesco fu impiccato dai nazionalsocialisti ad un palo del tram di fronte ad Albrechtstraße 2. La sua identità non è mai stata stabilita. Il cadavere rimase appeso per diversi giorni come "deterrente".[17]
  - 28 aprile 1945: 35 prigionieri della prigione della Gestapo in Prinz-Albrecht-Strasse furono assassinati dalle SS in una rovina in Puttkamerstrasse.
  - 1º maggio 1945: i combattimenti scoppiarono ancora nella parte di Kreuzberg del canale Landwehr. Di fronte alla casa di Tempelhofer Ufer 34, dove oggi c'è una stazione di servizio, Karl Schippa aiutò i soldati sovietici feriti. Cadde nelle mani di un gruppo di uomini delle SS e fu fucilato sul posto poche ore prima della capitolazione di Berlino.[18]

### Blankenhain
Quando le truppe statunitensi si avvicinarono l'8 aprile 1945, il sindaco Konrad Fuß cercò di issare una bandiera bianca e fu ucciso.

### Bochum
Il 29 marzo 1945 l'allora direttore del penitenziario di Bochum ordinò l'evacuazione del carcere, cosicché i prigionieri, tra cui molti prigionieri politici, dovettero marciare verso Celle. Il sacerdote Josef Reuland fu talmente debole da non poter proseguire e per questo fu colpito dal carceriere Hans Brodowski e poté essere salvato solo grazie all'aiuto di alcuni tedeschi. Hans Brodowski fu condannato a 6 anni per tentato omicidio nel 1949, il resto del personale carcerario non fu condannato.

### Bolzano
Il 3 maggio 1945 le unità tedesche in ritirata del Gruppo d'armate C uccisero 36 persone tra partigiani e civili, oltre a cinque soldati tedeschi, nella zona industriale di Bolzano e nell'area cittadina.

### Brema
- Primavera 1945: 15 deportati del villaggio di Meensel-Kiezegem morirono nel sottocampo di Brema-Blumenthal del campo di concentramento di Neuengamme.
- Il 1° e l'11 agosto 1944 il villaggio di Meensel-Kiezegem fu attaccato dalle SS e dai fascisti belgi e molti abitanti furono deportati, di cui 22 a Blumenthal per i lavori forzati nell'acciaieria. 61 persone furono deportate nel campo di concentramento di Neuengamme, 15 di loro morirono nell'AG Weser.
- A Brema, già nel marzo 1944, le SS avevano stilato delle liste di evacuazione, secondo le quali tutti i lavoratori forzati (non solo quelli nei campi di concentramento) dovettero essere radunati in punti di raccolta più grandi quando gli Alleati si fossero avvicinati, nessun prigioniero doveva rimanere vivo nelle mani degli Alleati.
  - Secondo il rapporto di un medico del marzo 1945, nel primo trimestre del 1945, 515 prigionieri dei campi di concentramento morirono nei sette sottocampi di Neuengamme a Brema (per fame, sfinimento, congelamento o uccisi), 249 nel solo sottocampo di Schützenhof, 55 a Blumenthal, 203 nel campo di concentramento di Farge, 68 morti nel campo di Rießpott-Osterort.
  - Durante un trasporto di 100 prigionieri dal sottocampo dell'11 gennaio 1945, tre prigionieri arrivarono vivi a Neuengamme. Il 9 aprile 1945 ci fu una marcia della morte di circa 3.000 prigionieri dal campo di Farge fino alla baia di Lubecca passando da Neuengamme, dove i sopravvissuti furono caricati insieme alle altre vittime sul Cap Arcona, e sui mercantili Thielbek e Athen. Le navi furono affondate dalle bombe britanniche, la maggior parte degli occupanti rimase uccisa. Alcuni prigionieri che non poterono essere trasportati furono lasciati nel campo di prigionia di Sandbostel ammalati di tifo e dissenteria. Solo dentro Brillit furono sepolti più di 300 morti.

### Brettheim e Reubach
Tre cittadini del villaggio di Brettheim vicino a Rot am See furono impiccati dalle SS e dalla Wehrmacht poco prima della fine della guerra. Avevano tolto le armi ai membri della gioventù hitleriana ancora intenzionati a combattere.

### Burgstall
Nell'aprile 1945, diverse centinaia di prigionieri del campo di concentramento di Mittelbau-Dora furono deportati in treno a Letzlingen e poi furono condotti tramite marce della morte in varie direzioni, ad es. attraverso il Colbitz-Letzlinger Heide in direzione di Postal. 67 prigionieri furono assassinati vicino a Dolle e sepolti in fosse comuni lungo la strada.
Solo nel 1949 furono riesumati e degnamente sepolti in una fossa comune.

### Celle
8 aprile 1945: durante il bombardamento dello scalo merci di Celle, stazionò anche un treno di prigionieri. I superstiti in fuga furono inseguiti e fucilati dalle SS, mentre all'interno della città stessa parteciparono anche la polizia e i civili. I testimoni oculari paragonarono la caccia ai fuggitivi a una battuta di "caccia al coniglio". L'8 aprile 1945, nei pressi di Celle morirono almeno 170 prigionieri dei campi di concentramento.

### Chemnitz
27 marzo 1945: gli uomini della Gestapo di stanza a Chemnitz uccisero sette antifascisti scappati dalla prigione nella foresta vicino a Neukirchen.

### Colonia
30 gennaio 1945: in questo giorno, la Gestapo di Colonia riferì di aver arrestato 500 persone, di cui 220 tedeschi. Da gennaio a marzo 1945, 1800 combattenti della resistenza furono assassinati a Colonia.

### Deutsch Schützen
29 marzo 1945: almeno 57 ebrei ungheresi, in precedenza utilizzati ai lavori forzati nella costruzione del muro sud-est, furono assassinati da tre uomini delle Waffen-SS.

### Dortmund
- 9 febbraio 1945: inizia un'ondata di arresti; dal 7 marzo 1945 al 12 aprile 1945, le esecuzioni ebbero luogo a Romberg Park e Bittermark.
- 16 marzo 1945: fu sciolto il campo di educazione al lavoro nei locali dell'Hörder Bergwerks- und Hütten-Verein. I prigionieri furono portati a Bergen-Belsen, alcuni furono fucilati nel Bittermark.[25]
- 12 aprile 1945: ultima esecuzione a Dortmund vicino al cimitero evangelico di Hörde. Alla fine della guerra, migliaia di prigionieri di guerra morirono nello Stalag VI D di Westfalenhalle. Furono lasciati sotto il fuoco dei raid aerei. Il memoriale di Bittermark commemora questi crimini.

### Düsseldorf
- Il 15 aprile 1945, Moritz Sommer, ebreo di 72 anni, fu impiccato da una pattuglia dell'esercito nella piazza del mercato di Oberbilk.[26]
- 16 aprile 1945: alcuni cittadini di Düsseldorf, tra cui il vicepresidente della polizia Franz Jürgens, tentarono di arrestare le autorità naziste locali per consegnare Düsseldorf alle truppe statunitensi senza combattere. Cinque cittadini furono fucilati con sentenza di una corte marziale e per ordine del Gauleiter Friedrich Karl Florian. Il verdetto della corte marziale è stato confermato dalla Corte di giustizia federale nel 1952 e ribaltato solo nel 1999 a seguito della legge "che abroga le sentenze ingiuste nazionalsocialiste".

### Essen
- 21 febbraio 1945: le ebree Klara Adolph e Julie Risse furono arrestate e fucilate il 6 aprile 1945 nel Rombergpark di Dortmund.
- 12 marzo 1945 a Montagsloch: 35 lavoratori forzati sovietici e forse altre persone furono assassinati e sepolti dalla Gestapo di Essen.

### Flensburg
Negli ultimi giorni della guerra, si stima che almeno 150 soldati siano stati giustiziati intorno a Flensburg sulla base dei verdetti dei tribunali della Wehrmacht.  In particolare:
- Poco prima della fine della seconda guerra mondiale, il 5 maggio 1945, tre marinai, Karl-Heinz Freudenthal, Günther Kaellander e Willi Albrecht, in servizio sulla Z5 Paul Jacobi, tentarono di impedire alla nave di lasciare il porto; i tre marinai furono arrestati per sabotaggio e giustiziati al poligono di tiro di Twedter Feld.[28][29]
- Il 6 maggio 1945 Asmus Jepsen fu giustiziato per diserzione al poligono di tiro di Twedter Feld (vedi zona speciale Mürwik e governo Dönitz).[30]
- Il 9 maggio 1945, l'ufficiale di marina Rudolf Petersen fu il giudice del processo per diserzione di un tribunale militare contro quattro giovani soldati, in particolare contro il marinaio di 26 anni Fritz Wehrmann[31] di Lipsia, il 20enne l'operatore radiofonico Alfred Gail di Kassel, il caporale 22enne Martin Schilling della Frisia orientale e un quarto soldato. Tre soldati furono condannati a morte e fucilati il 10 maggio 1945 sul motoscafo di scorta Buea; il tribunale riconobbe dei motivi attenuanti solo nei confronti di Kurt Schwalenberg, poi condannato a tre anni di carcere.[32] L'esecuzione dei soldati avvenne due giorni dopo la resa tedesca. Ciò accadde nonostante il fatto che Petersen avesse ammainato la bandiera sulle navi sotto il suo comando l'8 maggio, potendo quindi esercitare il suo diritto di grazia come giudice al processo. Confidando nella resa parziale del 4 maggio 1945, i quattro giovani soldati tentarono di lasciare il loro alloggio a Svendborg il 6 maggio per raggiungere la terraferma tedesca. Furono prelevati da un ufficiale di polizia ausiliario danese e consegnati al comandante locale delle truppe tedesche. Petersen fu assolto nel febbraio 1953.
- L'ultimo marine ad essere giustiziato nelle immediate vicinanze di Mürwik fu probabilmente Johann Christian Süß. L'Oberkommando der Marine di Meierwik fino al 15 maggio 1945 confermò le condanne a morte nel nord della Germania e in Norvegia, con la successiva richiesta di eseguirle. Fu solo quel giorno che l'OKM annunciò che le condanne a morte, le punizioni corporali e qualsiasi altro uso di armi erano proibite da un decreto della potenza occupante britannica.[33] I membri della Wehrmacht credettero ancora di dover continuare a mantenere la "disciplina navale" usando le fucilazioni. È nota l'uccisione di Hugo Standte da parte dei membri della Marina vicino a Grundhof il 22 maggio. Lo scioglimento formale delle corti marziali navali nello Schleswig-Holstein avvenne il 31 maggio 1945.[34]

### Francoforte sul Meno
- 24 marzo 1945: marcia della morte di circa 400 prigionieri dal sottocampo di Adlerwerke verso Buchenwald. Il treno passava per Hanau, Gelnhausen, Schluechtern, Neuhof, Eichenzell, Fulda fino a Hünfeld; furono quindi trasportati in treno da Hünfeld a Buchenwald. Il 30 marzo 1945 vi arrivarono 280 prigionieri. Dopo una marcia successiva verso Dachau, meno di 40 prigionieri degli stabilimenti di Adler vi arrivarono vivi e furono successivamente liberati.
- 26 marzo 1945: 82 donne della prigione di Francoforte sul Meno furono trasportate a Hirzenhain e fucilate dalle SS.

### Freistadt
- Il 24 aprile 1945 a Freistadt, in Alta Austria, furono commessi i cosiddetti omicidi socialisti. Quattro residenti di Freistadt e un contadino polacco furono arrestati in segreto dal Volkssturm il 24 aprile e assassinati la notte del 25 aprile al Jaunitzbrücke, a sud della città.
- Nell'ottobre 1944, furono arrestati alcuni residenti di Freistadt appartenenti al gruppo di resistenza Neues freies Österreich, furono condannate 16 persone, 8 delle quali a morte. Il 1º maggio 1945, altre sette persone di Freistadt e una di Linz furono uccise da un commando del Volkssturm a Treffling.

### Gardelegen

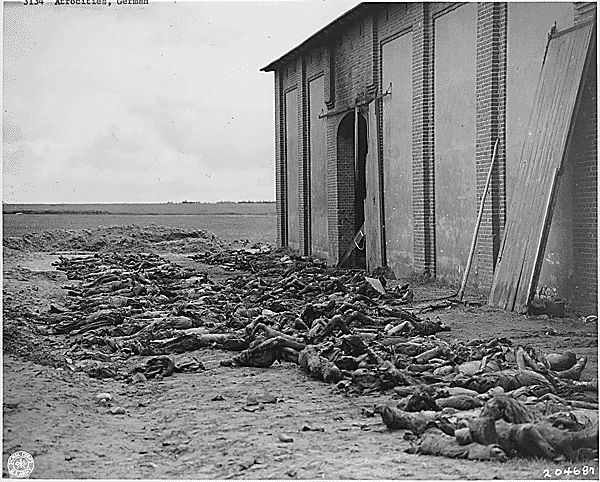
Cadaveri lasciati davanti al fienile

Aprile 1945: massacro di 1.016 prigionieri dei campi di concentramento, di cui almeno 63 ebrei, nel fienile del campo di Isenschnibber vicino a Gardelegen. Circa 24 ore prima della liberazione statunitense, alcuni militari delle SS, della Wehrmacht, del Reichsarbeitsdienst, del Volkssturm e di altre organizzazioni naziste stiparono i prigionieri in un fienile di pietra al termine di una marcia della morte dal campo di Mittelbau-Dora e dal campo di Hannover-Stöcken dando alle fiamme l'edificio. I prigionieri tentarono di spegnere l'incendio. I fuggitivi furono uccisi con le mitragliatrici mentre nel fienile furono lanciate alcune bombe a mano.

### Göstling an der Ybbs
Nella notte tra il 12 e il 13 aprile 1945, furono assassinati 76 ebrei (42 donne, 23 uomini e 11 bambini) nel cosiddetto massacro di Göstling. I membri delle Waffen-SS e della gioventù hitleriana appiccarono il fuoco alle baracche del campo con granate a razzo e bombe a mano.

### Götting
Il 28 aprile 1945, le SS uccisero il pastore Josef Grimm e l'insegnante Georg Hangl di Götting per sopprimere la Neues freies Österreich.

### Hagen
12 aprile 1945: la Gestapo uccise otto prigionieri tedeschi e quattro sovietici nelle prigioni di Hagen nel Donnerkuhle. Tra i prigionieri tedeschi ci furono due membri della Wehrmacht disertori, oltre ai cittadini di Altena, Düsseldorf, Wermelskirchen e Wuppertal.

### Hagen Rumenohl
Sterbeckerhammer, 5 aprile 1945: 118 lavoratori forzati dello Stalag VI A di Hemer furono "portati via" dal Montenegro per ordine del Gauleiter Albert Hoffmann con un obiettivo "sconosciuto". Successivamente, 107 jugoslavi appena arrivati furono tra i circa 23.000 prigionieri di guerra liberati dalle truppe statunitensi a metà aprile 1945. Ipotizzando che fossero i prigionieri di Sterbeckerhammer, si può presumere che almeno undici furono assassinati per ordine di Hoffmann. Le fonti ricercate da un giornalista ed ex funzionario della VVN negli archivi cittadini sono state messe in discussione dagli storici in merito alla loro qualificazione come delitti della fase finale.

### Hannover
Il 6 aprile 1945 il sottocampo di Hannover-Ahlem ospitò circa 850 prigionieri. Le SS radunarono 600 prigionieri in una marcia della morte verso il campo di concentramento di Bergen-Belsen mentre circa 250 prigionieri che non potevano marciare rimasero indietro. Diversi prigionieri furono uccisi durante la marcia. L'8 aprile i prigionieri sopravvissuti raggiunsero Bergen-Belsen.
Il 6 aprile 1945 arrivarono a Fuhrberg tre gruppi di marce della morte dal campo di concentramento di Hannover. I prigionieri esausti "dormirono" in diversi fienili a Fuhrberg e il giorno successivo furono portati al campo di concentramento di Bergen-Belsen.
I membri dell'ufficio della Gestapo di Ahlem portarono principalmente i prigionieri di guerra sovietici al cimitero di Seelhorst dove uccisero 154 persone. Il 10 aprile 1945, le truppe americane raggiunsero Ahlem e liberarono i restanti prigionieri. Il 2 maggio 1945, i "nazisti incriminati" furono costretti dall'esercito americano a scavare la fossa comune a Seelhorst: furono scoperti 526 corpi, di questi 386 furono portati in corteo funebre sul fiume Maschsee e sepolti sulla riva nord.

### Heiligenbrunn
Durante la costruzione del muro sud-est furono assassinati gli ebrei ungheresi non in grado di lavorare del campo di Meierhof Heiligenbrunn.
Alla fine di marzo, 32 persone furono massacrate quando il campo Meierhof fu incendiato prima dell'arrivo dell'Armata Rossa. I prigionieri furono cosparsi di liquido infiammabile e rinchiusi in un fabbricato agricolo. Nelle settimane precedenti, tra 38 e 46 persone erano già state uccise in diverse esecuzioni. Nel 1948 alcuni degli autori furono arrestati dal tribunale di Graz e condannati a lunghe pene detentive.

### Hemer
10 e 11 Aprile 1945: otto prigionieri furono fucilati a Hemer dalla Gestapo di Dortmund che si era rifugiata a Hemer.

### Herne
Fine marzo 1945: i prigionieri vengono portati a Dortmund. L'esecuzione è avvenuta probabilmente a Rombergpark.

### Herten
29 marzo 1945: otto lavoratori sovietici e altri prigionieri di guerra furono fucilati dalle SS nella foresta di Herten e poi sepolti in un cratere di una bomba. Si pensa che il Gauleiter Albert Hoffmann sia il responsabile di questo atto.

### Hessentaler Todesmarsch
5 aprile 1945: marcia di evacuazione (Hessentaler Todesmarsch, Marcia della morte dell'Assia) dei prigionieri dai campi di concentramento Hessental e Porzellandorf.

### Hildesheim
Il 26 e 27 marzo 1945, circa 50 lavoratori stranieri furono impiccati nella piazza del mercato di Hildesheim, per la maggior parte italiani. Inoltre, tra il 4 e il 6 aprile 1945, poco prima della liberazione della città da parte dell'esercito americano del 7 aprile 1945, tutti i prigionieri della prigione al Cimitero Nord furono giustiziati dalla Gestapo di Hildesheim. In totale, 209 persone furono assassinate a Hildesheim negli ultimi giorni della guerra.

### Hirzenhain
23 marzo 1945: 49 donne furono trasportate dal campo di Francoforte-Heddernheim al sottocampo di Hirzenhain. Durante il trasporto, cinque donne riuscirono a scappare. I restanti 44 furono fucilati dalle SS il 26 marzo 1945 insieme ad altre 37 donne e sei prigionieri del campo.

### Hofam Priel
Nel villaggio di Hofamt Priel vicino a Persenbeug, in quello che allora era il Reichsgau Niederdonau (oggi Bassa Austria), furono assassinati dalle SS 228 ebrei ungheresi con le loro famiglie nella notte tra il 2 e il 3 maggio. Gli autori non furono ritenuti responsabili. Dopo una disputa sulla proprietà tra i proprietari del campo (sotto il quale i corpi giacevano in una fossa comune) e le autorità, le ossa delle vittime furono riesumate nel 1964 e sepolte presso il cimitero ebraico di St. Polten.

### Ingelheim
18 marzo 1945: il comandante locale del Volkssturm fu giustiziato per tradimento in base all'ordine del comandante della testa di ponte di Magonza; il 17 marzo, prima dell'arrivo degli americani, invitò i residenti alla prudenza e a consegnare le armi.

### Iserlohn
Metà febbraio 1945: furono arrestati un numero imprecisato di lavoratori francesi a Iserlohn, la cui esecuzione avvenne a Rombergpark-Bittermark.

### Jasenovac
22 aprile 1945: 520 persone furono uccise durante un tentativo di fuga dal campo di concentramento di Jasenovac a sud-est di Zagabria. Il resto dei circa 1050 prigionieri detenuti furono assassinati poco prima che i partigiani potessero liberare e sciogliere il campo il 5 maggio.

### Jennersdorf
A Jennersdorf nel Burgenland, nella primavera del 1945 durante la costruzione del muro sud-est si verificarono diversi massacri di lavoratori ebrei ungheresi. Questi crimini furono commessi dai membri della 23. Waffen-Gebirgs-Division der SS "Kama" (kroatische Nr. 2) e della 5. SS-Panzer-Division „Wiking“.

### Kassel
30 marzo 1945: dodici prigionieri della prigione di Kassel-Wehlheiden, tra cui un disertore della Wehrmacht, furono liquidati dalla Gestapo. Il giorno prima, la Gestapo e la polizia locale assassinarono i lavoratori italiani per aver acquistato del cibo da un treno merci bombardato alla stazione di Wilhelmshöhe.

### Koselitz
17 aprile 1945: circa 180 lavoratori del campo di concentramento di Flossenbürg, schierati nel campo satellite di Gröditz, furono fucilati e sepolti vicino alla comunità sassone di Koselitz.

### Krems al Donau
6 aprile 1945, massacro nella prigione: il direttore dell'istituto penale di Stein an der Donau, Franz Kodré, zio di Heinrich Kodré ordinò il rilascio dei prigionieri. Le Waffen-SS, la Wehrmacht, la polizia e il Volkssturm spararono a 229 persone con il pretesto di reprimere una rivolta. Intorno a Krems iniziò una vera e propria caccia ai prigionieri evasi, nota come Kremser Hasenjagd (caccia al coniglio di Krems). Nella sola Hadersdorf, il 7 aprile furono assassinati 61 prigionieri dalle Waffen-SS.

### Krottendorf (comune di Neuhaus am Klausenbach)
Il 23 marzo 1945, alcuni membri delle Waffen-SS spararono a 83 lavoratori ebrei ungheresi malati, impiegati nella costruzione del muro sud-est nel Krottendorf del Burgenland vicino a Neuhaus.

### Langenfeld (Renania)
Il 13 aprile 1945, 68 uomini noti e tre uomini sconosciuti furono giustiziati dai nazionalsocialisti in una gola del Wenzelberg vicino a Langenfeld senza processo. Si trattava di lavoratori stranieri ed ex comunisti tedeschi che "potrebbero essere costretti a impegnarsi in attività sovversive".

### Lipsia
- 12 aprile 1945: 53 prigionieri di due carceri di Lipsia furono assassinati alla periferia della città.
- 13 aprile 1945: 32 prigionieri tra tedeschi, francesi, austriaci e cecoslovacchi furono assassinati in una caserma della Wehrmacht a Lipsia.
- 18 aprile 1945: almeno 80 prigionieri del sottocampo di Lipsia-Thekla furono fucilati o bruciati vivi nel massacro di Abtnaundorf.

### Lippstadt
- 17 dicembre 1944, arresti a Lippstadt; tre giorni dopo i prigionieri furono portati a Herne, entro la fine di marzo 1945 a Dortmund per l'esecuzione a Rombergpark-Bittermark.

### Lüdenscheid
- 4 febbraio 1945: esecuzione di almeno 14 prigionieri sovietici della Gestapo nel campo di Hunswinkel vicino a Lüdenscheid. I cittadini Paul Anton Weber e Alex Usseler furono portati a Dortmund e assassinati tra marzo e aprile 1945.
- 9 aprile 1945: esecuzione a Lüdenscheid dei tre soldati tedeschi Alex Kamp, Fritz Gass e Heini Wiegmann, accusati di diserzione. I loro corpi sono stati esposti al pubblico come "deterrente". Mezz'ora prima dell'arrivo delle truppe statunitensi, un soldato della Wehrmacht uccise Hermann Massalsky, parrucchiere noto per essere un oppositore del regime nazista, perché esortò i soldati a disertare.

### Lüneburg

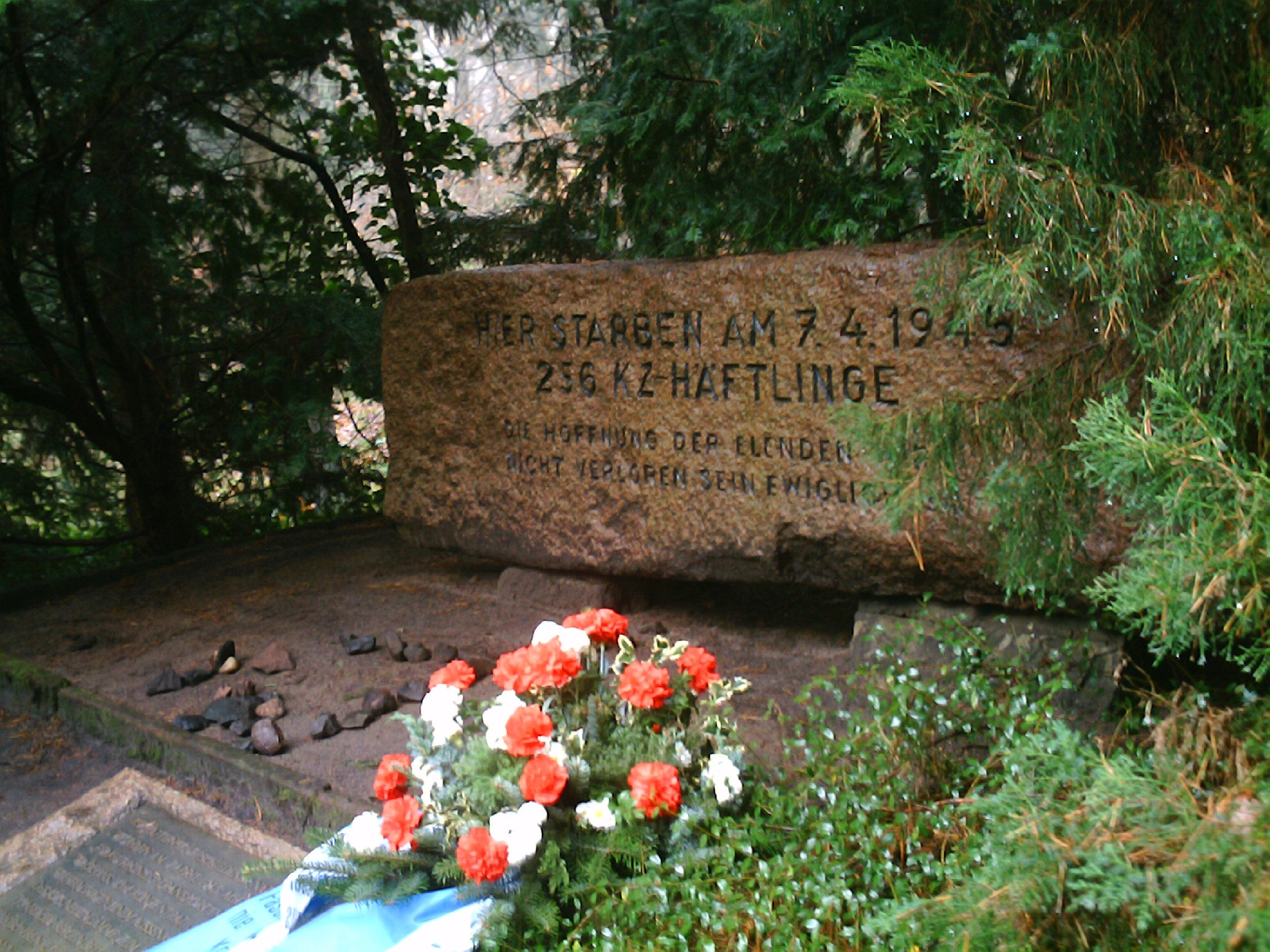
Monumento commemorativo allo zoo di Lüneburg

Tra il 7 e l'11 aprile 1945, 256 prigionieri dei campi di concentramento morirono a Lüneburg. Arrivarono da un campo di concentramento a Wilhelmshaven diretti verso Neuengamme. I prigionieri furono per lo più i combattenti della resistenza francese.
Alcuni prigionieri morirono il 7 aprile 1945 in un attentato dinamitardo alla stazione ferroviaria di Lüneburg, stipati in vagoni bestiame o fucilati dalle SS nei giorni successivi. Solo l'11 aprile 1945 furono giustiziati da 60 a 80 uomini. I prigionieri fuggiti furono braccati e catturati dalla polizia e da alcuni cittadini di Lüneburg, quindi furono assassinati pochi giorni prima della fine della guerra. I morti furono successivamente sepolti nel bosco, luogo dove il memoriale nel Tiergarten onora i morti e mantiene viva la storia di questo crimine.

### Meinerzhagen
29 marzo 1945: arresti a Meinerzhagen; le vittime, otto membri del gruppo di resistenza antifascista di Meinerzhagen, operai della ditta Otto Fuchs del capo del settore militare Hans Joachim Fuchs, furono assassinate a Dortmund.

### Merano
30 aprile 1945: alcune unità della Wehrmacht e delle SS uccisero 8 civili e ferirono numerose persone che volevano salutare con una parata l'avvicinarsi della fine della guerra.

### Monaco
29 aprile 1945: circa 150 prigionieri della Gestapo furono assassinati dalle loro guardie nella foresta di Perlach.

### "Mühlviertler Hasenjagd"
Il 1° e 2 Febbraio 1945: circa 500 prigionieri tentarono di fuggire dal blocco della morte 20 del campo di concentramento di Mauthausen. Solo in 150 riuscirono a fuggire. Tutti coloro che non riuscirono a scappare, insieme ai 75 malati rimasti nel blocco, furono giustiziati quella stessa notte. La maggior parte dei fuggitivi fu arrestata e, di solito, fucilata o uccisa sul posto. Sopravvissero solo undici fuggitivi.

### Nammering

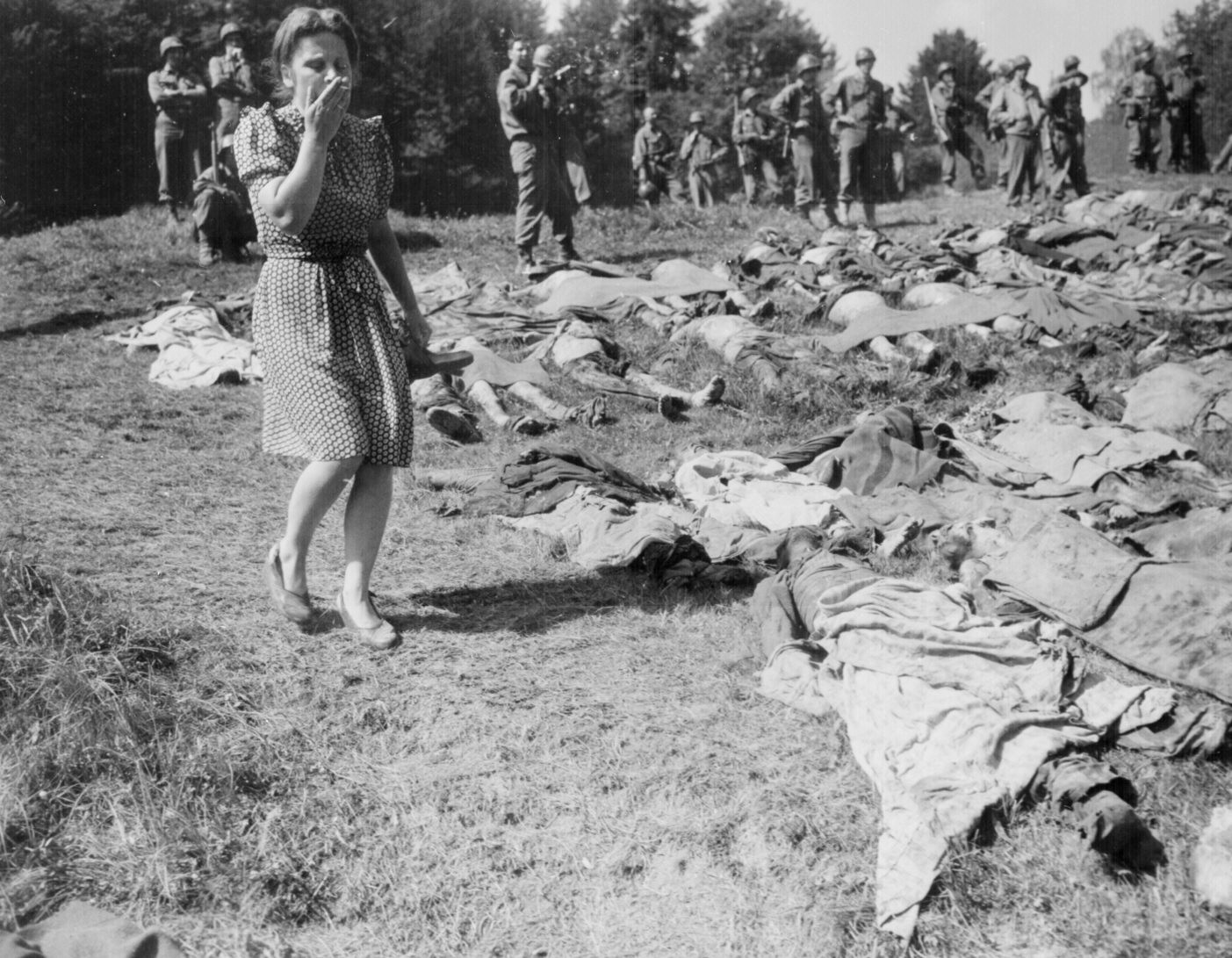
La fossa comune vicino a Nammering fu scavata per ordine degli americani, la popolazione locale ha dovuto assistere all'esumazione.

Il 7 aprile 1945, partì un trasporto di prigionieri dal campo di concentramento di Buchenwald sotto il comando dell'SS-Obersturmführer Hans Merbach con 5.009 prigionieri. A causa delle operazioni belliche in corso, il treno fu deviato. Una locomotiva blindata era caduta dall'argine vicino a Namering, il binario era rimasto danneggiato e il trasporto non potè continuare il viaggio per diversi giorni: la fame e la crudeltà dominarono i cinque giorni tra il 18 e il 23 aprile 1945. In quei giorni morirono 794 prigionieri, di fame, uccisi o fucilati. Senza l'aiuto del parroco Johann Bergmann, che organizzò le donazioni di cibo nonostante le minacce, la situazione sarebbe stato ancora peggiore. Merbach ordinò di scavare una fossa comune in un burrone vicino alla cava di Renholding. Nella notte tra il 27 e il 28 aprile il treno arrivò a Dachau.
Oggi la linea ferroviaria vicino a Namering, dove si svolsero gli eventi, è una pista ciclabile: il memoriale KZ-Transport 1945 ricorda l'evento.

### Neuss
Inizio maggio 1945: Heinrich Glasmacher, cittadino di Neuss, fu fucilato con altri dieci giovani marinai a Sønderborg sul dragamine "M 612" per ordine del comando navale. Sotto la guida di Glasmacher, i marinai impedirono alla nave di lasciare il porto per non continuare il combattimento.

### Nierstein
21 marzo 1945: sulla riva del Reno di fronte a Nierstein, Georg Eberhardt, Cerry Eller, Johann Eller, Nikolaus Lerch, Jakob Schuch (tutti di Nierstein) e Rudolf Gruber (di Oppenheim) furono assassinati dai nazisti sulla riva opposta del Reno, in fuga dalle truppe americane in arrivo da Nierstein. Diverse vittime furono crudelmente maltrattate prima di essere giustiziate. Le vittime furono uccise mentre i carri armati statunitenso scesero giù passando dai vigneti di Nierstein e Oppenheim fino al Reno.

### Ohrdruf

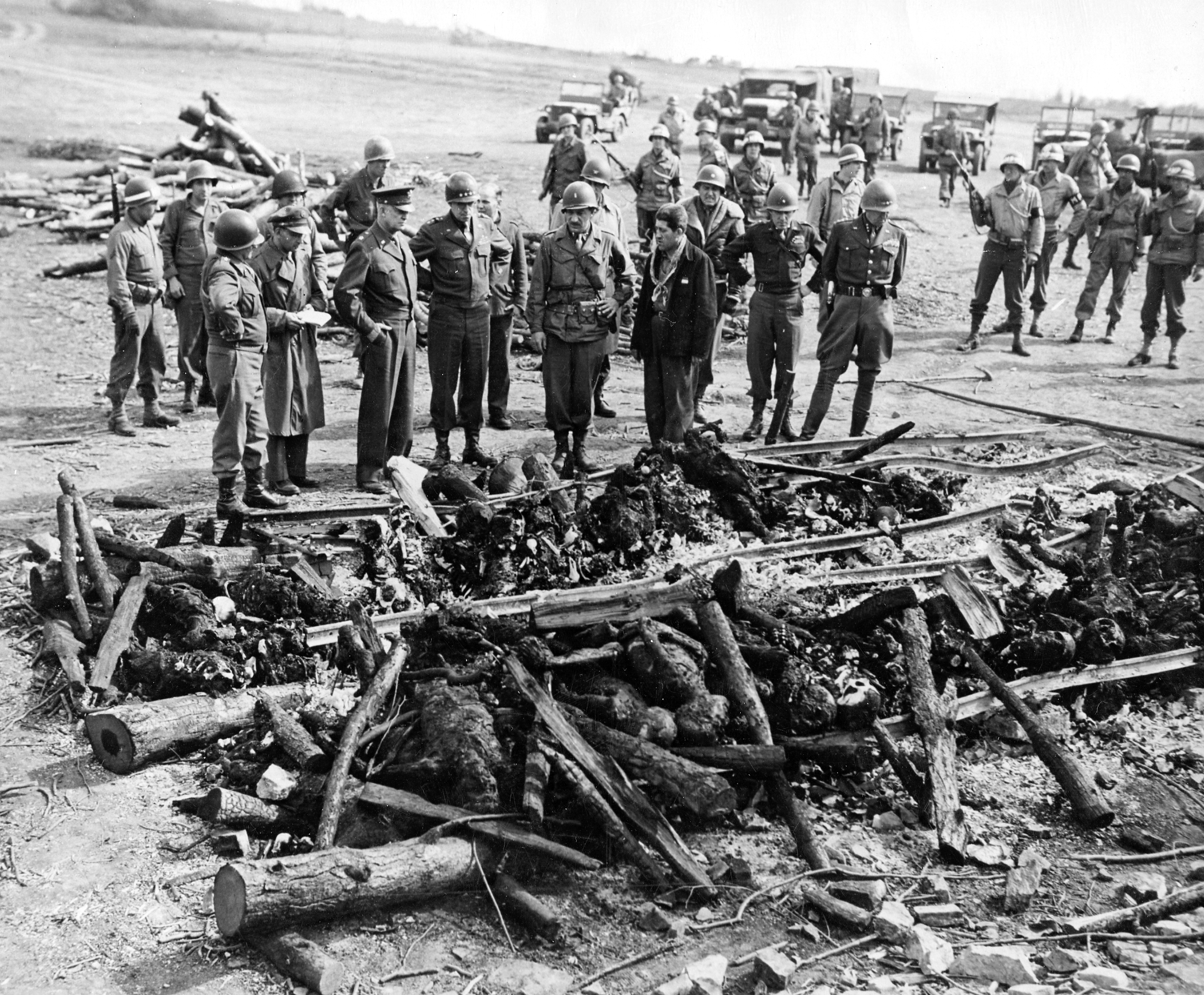
Ispezione dei cadaveri nel campo di Ohrdruf da parte dei generali americani, 12 aprile 1945

30 gennaio 1945: mille lavoratori forzati furono trasportati a Bergen-Belsen, innumerevoli morirono nell'evacuazione dell'Ohrdruf S III fuori dal distaccamento del campo di concentramento di Buchenwald. I lavoratori forzati stavano costruendo un quartier generale sotterraneo per Adolf Hitler dal novembre 1944. Le tracce delle atrocità furono rimosse con incendi mirati.

### Oschatz
La notte del 1º maggio 1945, dieci lavoratori forzati polacchi e ucraini furono uccisi da un'unità della Wehrmacht nel villaggio di Ganzig vicino a Oschatz.

### Osterholz-Scharmbeck
Il 28 aprile 1945, il soldato diciassettenne Kurt Albrecht fu fucilato sommariamente a Osterholz-Scharmbeck per diserzione.

### Palmnicken nella Prussia orientale
31 gennaio 1945: diverse migliaia di donne detenute in un campo di concentramento sulla Costa dell'Ambra furono uccise dalle loro guardie. Se il primo piano di seppellire le donne vive in un tunnel fallì a causa della resistenza locale, alla fine del gennaio 1945 le SS inseguirono i prigionieri sul fragile ghiaccio del Mar Baltico e li fucilarono. Pochissimi furono i sopravvissuti  (circa 15), nessuna espiazione per i colpevoli. Il delitto diventò di dominio pubblico dopo il 1994, fino ad allora i testimoni rimasero in silenzio.

### Penzberg

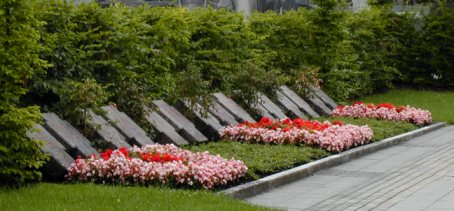
Memoriale in onore delle vittime della notte di Penzberger.

Fine aprile 1945: in vista dell'imminente devastazione della città mineraria dell'Alta Baviera di Penzberg, gli antifascisti assunsero l'amministrazione con la forza in connessione con la Freiheitsaktion Bayern per consegnare la città senza combattere. La Wehrmacht, le SS e il Werwolf agirono contro gli antifascisti e uccisero 16 cittadini. Il crimine divenne noto come la Penzberger Mordnacht.

### Plettenberg
Inizio marzo 1945: due operai di Plettenberg furono arrestati, portati a Dortmund e giustiziati.

### Randegg
Il 15 aprile 1945, circa 100 lavoratori forzati ebrei furono assassinati dai membri delle SS e della Gioventù hitleriana vicino a Randegg in quello che allora era il Reichsgau Niederdonau, oggi Bassa Austria.

### Ratingen
6 aprile 1945: undici persone furono fucilate nella foresta di Kalkumer vicino a Ratingen dai funzionari della Gestapo di Düsseldorf. Per quanto si sa, le vittime, dieci uomini e una donna tutti lavoratori forzati, provenivano dall'Unione Sovietica e dai Paesi Bassi. L'ispettore Victor Harnischfeger fu a capo dell'esecuzione: fu inizialmente assolto dal tribunale militare britannico di Amburgo nel 1947, poi condannato a morte nel 1948 per altri omicidi e infine graziato e amnistiato nel 1952; in seguito divenne ispettore capo detective in una grande città tedesca.

### Rechnitz
24 e 25 Marzo 1945: nel massacro di Rechnitz avvenuto nel Burgenland, in Austria, circa 180 lavoratori forzati ebrei ungheresi furono fucilati dai partecipanti a una festa tenuta nel castello da Margit von Batthyány, figlia di Heinrich Thyssen, e suo marito, il conte Ivan von Batthyány.

### Ratisbona
Il 22 aprile 1945, il Gauleiter del Gau Bayreuth e il Commissario per la Difesa del Reich Ludwig Ruckdeschel chiesero la difesa della città tenendo un discorso radiofonico a sfondo fanatico al Velodromo. Ratisbona fu dichiarata "fortezza" nel 1944. Quando le truppe statunitensi si avvicinarono, il predicatore della cattedrale Johann Maier cercò di risparmiare alla città e ai suoi abitanti una battaglia senza speranza che avrebbe provocato migliaia di morti. Pertanto, in una manifestazione del 23 aprile 1945, chiese che Ratisbona fosse consegnata senza combattere. Maier fu arrestato immediatamente e la sera stessa fu condannato a morte per impiccagione in un processo farsa, sotto forma di corte marziale, per presunto indebolimento della forza militare. Il giorno successivo fu impiccato pubblicamente in Moltkeplatz (ora Dachauplatz) insieme a Josef Zirkl e all'ufficiale di gendarmeria in pensione Michael Lottner; al collo gli fu appeso un cartello di cartone con su scritto "Sono un sabotatore".  Nella notte del 26 aprile, il comandante delle unità della Wehrmacht e il capo del distretto dell'NSDAP Wolfgang Weigert lasciarono la città diretti a sud. Il 27 aprile il maggiore Othmar Matzkein con il sindaco Otto Schottenheim, consegnarono la città di Ratisbona alla Third United States Army senza combattere. Un memoriale è stato eretto nel luogo dell'esecuzione in Dachauplatz e le ossa di Maier sono state trasferite nella cattedrale di Ratisbona nel 2005.

### Reichersberg
Il 2 maggio 1945, due uomini del Volkssturm fucilarono i canonici agostiniani Rupert Haginger e Theresia Lauß. Una bandiera bianca sventolava davanti alla casa delle sorelle Lauß. Gli uomini del Volkssturm si giustificarono con il motto del Gauleiter August Eigruber:"Chiunque capitola codardemente, sarà fucilato sommariamente".

### Rinteln
5 aprile 1945: Friedrich-Wilhelm Ande, durante i combattimenti intorno a Rinteln, fece pressioni sul comandante tedesco della città per il rilascio di due parlamentari americani imprigionati che erano stati inviati a Rinteln dalla 5ª divisione corazzata statunitense per negoziare la resa. Fu arrestato dai funzionari del partito nazista e dagli ufficiali delle SS presenti per "codardia di fronte al nemico" e successivamente fu fucilato a Garbsen vicino ad Hannover.

### Römhild
Nel campo di educazione al lavoro di Römhild, poco prima della fine della guerra, da 25 a 92 prigionieri che non erano in grado di marciare furono fucilati in una cava di sabbia sul versante orientale del Großer Gleichberg e l'ingresso della grotta fu fatto saltare in aria.
La fossa comune fu trovata alla fine di gennaio 1947.

### Sandbostel
Nelle ultime settimane di guerra fino all'aprile 1945: 3000 detenuti del campo di concentramento di Neuengamme furono portati nel campo di accoglienza per prigionieri di Sandbostel, a nord-est di Brema, e lì morirono.

### Scheibbs (distretto della Bassa Austria)
Alcuni crimini hanno avuto luogo in diverse località del distretto di Scheibbs, nella regione di Mostviertel della Bassa Austria. Il 13 aprile 1945, 76 lavoratori forzati ebrei furono assassinati dai membri delle SS a Göstling an der Ybbs. Il 15 aprile 1945, 100 lavoratori forzati ebrei furono assassinati a Randegg dai membri delle SS e della Gioventù hitleriana. Il 19 aprile 1945, 16 lavoratori forzati ebrei ungheresi furono assassinati dalle Waffen-SS in un fossato a Gresten.

### Schwerin
Il 2 maggio 1945, a Schwerin, un'ora prima dell'arrivo delle truppe statunitensi, Marianne Grunthal fu impiccata dalle SS perchè aveva parlato positivamente della morte di Hitler e dell'avvicinarsi della pace. Nel distretto di Zippendorf, le unità delle SS spararono anche ai prigionieri dei campi di concentramento che erano già stati liberati e che erano precedentemente finiti ai confini della città di Raben Steinfeld.

### Schwetig
31 gennaio 1945: i prigionieri del campo di educazione al lavoro della Gestapo a Oderblick furono deportati nel campo di concentramento di Sachsenhausen e inviati a una marcia della morte. Circa 70 prigionieri malati furono rinchiusi nelle baracche dei malati e bruciati. In seguito anche tutte le altre baracche furono bruciate.

### Siegen-Wittgenstein
- Il 3 aprile 1945, i membri del Volkssturm arrestarono Ignatz Bruck a Klafeld per aver innalzato una bandiera bianca, fu insultato e ucciso pubblicamente dopo che gli autori avevano inizialmente tentato senza successo di impiccarlo.
- Nell'aprile 1945, tre lavoratori forzati che avrebbero tentato di disertare furono uccisi a Eiserfeld. Altre uccisioni di lavoratori forzati sono state segnalate da Aue, nell'area di Berleburg, da Erndtebrück, Feudingen, Netphen, Niederschelden, Siegen, Steinbach, Weidenau e Womelsdorf. I responsabili furono i membri della Gestapo, delle SS e della Wehrmacht.[68]

### Sonnenburg

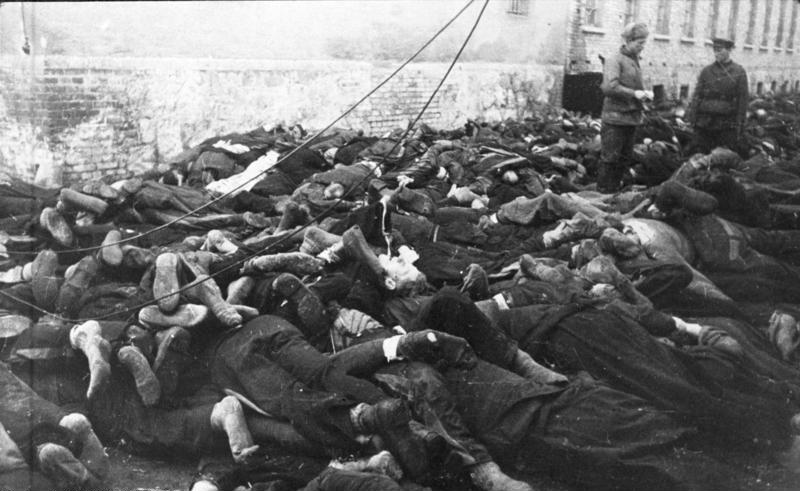
Soldati sovietici assassinati nel penitenziario di Sonnenburg, 1945.

31 gennaio 1945: furono assassinati più di 810 prigionieri della prigione di Sonnenburg.

### Sprockhoevel
Nella zona boscosa di Hilgenpütt, ai confini della città di Wuppertal, due giorni prima della liberazione, due soldati tedeschi disertori sconosciuti furono uccisi dalla Feldgendarmerie in una cava.

### St. Oswald in Freiland
Il 1º aprile 1945, per volere del capo distretto di Deutschlandsberg, Hugo Suette, cinque partigiani catturati furono uccisi a colpi di arma da fuoco nei locali del campo di lavoro di St. Oswald dopo un interrogatorio. Uno di loro era stato precedentemente abbandonato nonostante le gravi ferite. L'atto fu trattato nel processo per omicidio partigiano a Graz.

### St. Pölten
Il 13 aprile 1945, appena due giorni prima dell'arrivo dell'Armata Rossa, 13 membri del gruppo di resistenza Kirchl-Trauttmansdorff furono condannati a morte senza un giusto processo e fucilati lo stesso giorno.

### Stukenbrock
31 marzo 1945: lo Stammlager VI K (326) fu evacuato dai tedeschi. In precedenza alcuni membri del personale del campo furono trasferiti a est.

### Surberg
3 maggio 1945: vicino al villaggio di Surberg vicino a Traunstein nel Chiemgau, 61 prigionieri per lo più ebrei furono assassinati dalle SS poco prima che la regione fosse liberata.

### Treuenbrietzen
23 aprile 1945: 131 internati militari italiani ai lavori forzati in una fabbrica di munizioni a Treuenbrietzen furono ammassati in una vicina area boschiva dai membri della Wehrmacht, dove furono fucilati tutti tranne quattro.

### Vienna
- Il 5 aprile 1945, i due chimici Kurt Horeischy e Hans Vollmar furono uccisi a colpi d'arma da fuoco quando cercarono di impedire la distruzione di un microscopio elettronico ordinata dal professor Jörn Lange.[74]
- Il 12 aprile 1945, poche ore prima dell'arrivo dell'Armata Rossa, i membri delle SS rintracciarono nove ebrei in uno scantinato della Förstergasse a Vienna-Leopoldstadt e li fucilarono.[75]

### Warstein, Langenbachtal, Eversberg (Foresta di Arnsberg)
20-22 Marzo 1945: il 20 marzo, 57 lavoratori forzati del campo di Warstein furono fucilati per ordine del generale delle SS Hans Kammler. Il giorno successivo, 71 lavoratori furono prelevati dal campo di Sauerlandhalle e fucilati. Il 22 marzo, 80 stranieri furono prelevati dallo stesso campo e assassinati vicino a Eversberg. Le SS diedero fuoco al campo di Sauerlandhalle e tuttavia, i lavoratori francesi riuscirono a liberare migliaia di russi intrappolati. Dopo un viaggio a Berlino, Kammler disse:"Il problema dei lavoratori stranieri ha minacciato l'esistenza della popolazione tedesca. Dobbiamo vendicarci ora. Dobbiamo decimare il numero dei lavoratori stranieri."

### Wedel
Primavera 1945: dieci uomini di Putten, nei Paesi Bassi, muoiono nel sottocampo Wedel del campo di concentramento di Neuengamme. Il 2 ottobre 1944, le SS e la Wehrmacht compirono a Putten una "azione di rappresaglia": 661 uomini furono rapiti dal villaggio precedentemente distrutto vicino ad Amersfoort, solo in 49 sopravvissero alla deportazione, tutti gli altri furono assassinati in Germania, molti dei quali nel campo di concentramento di Neuengamme.

### Weimar
5 aprile 1945: gli agenti della Gestapo uccisero 149 detenuti della prigione di Weimar. Sotto il comando dell'Oberregierungsrat e dell'SS-Obersturmbannfuhrer Hans-Helmut Wolff, la Gestapo eseguì lo scioglimento "pianificato" dell'ufficio di Weimar. Il commissario e SS-Obersturmfuhrer Felix Ritter, insieme ad altri dieci ufficiali, giustiziò i prigionieri, comprese sette donne, e li seppellì nei crateri delle bombe. La Gestapo di Weimar andò quindi in una "ritirata ordinata" in Boemia. Lungo la strada spararono ad altre 13 persone, militari e civili. Quando i morti furono riesumati nel luglio 1945, 43 persone poterono essere identificate. Le vittime furono cremate nel luglio 1945 e sepolte in una tomba nel cimitero di Weimar nell'agosto 1946. La lapide alla memoria fu inaugurata il 3 agosto 1963 a Webicht, successivamente fu spostata nella Tiefurter Allee vicino all'insegna d'ingresso di Tiefurt.
5 aprile 1945: il giorno dopo la capitolazione di Gotha, Josef Ritter von Gadolla fu condannato a morte per fucilazione nella caserma Mackensen di Weimar per "aver abbandonato il posto permanente di Gotha". Le sue ultime parole furono:"Affinché Gotha possa vivere, io devo morire!". Con la sua condanna a morte, von Gadolla divenne vittima della giustizia militare nazista. Il verdetto fu ribaltato nel 1997 e riabilitato.

### Weissenbach an der Triesting
A Weissenbach an der Triesting, nel Reichsgau Niederdonau, ora Bassa Austria, il 16 aprile 1945 furono assassinati 40 lavoratori forzati ebrei ungheresi.

### Wenzelnbergschlucht in Langenfeld
13 aprile 1945: 71 prigionieri furono presi tre giorni prima dell'invasione alleata per ordine dell'SS-Obergruppenfuhrer Karl Gutenberger, del feldmaresciallo Walter Model e supportati dal capo della Gestapo di Wuppertal Josef Hufenstruhl, furono uccisi alla periferia di Solingen. Gli autori furono un commando composto da ufficiali della Gestapo e detective di Solingen e Wuppertal. 60 degli assassinati provenivano dal penitenziario di Remscheid-Lüttringhausen. Il direttore Karl Engelhardt cercò, contrariamente alle istruzioni, di nominare il minor numero possibile di persone. Di sua spontanea volontà, invece dei prigionieri politici, selezionò i criminali apolitici e li consegnò alla Gestapo come prigionieri politici.

### Wuppertaler
Tra fine febbraio e inizio marzo 1945: sul Burggrafenberg nella foresta di Burgholz, in una radura vicino al poligono di tiro della polizia di Wuppertal, sei donne e 24 uomini (tutti lavoratori forzati sovietici) furono uccisi dalla Gestapo con l'aiuto della polizia criminale di Wuppertal. I nomi degli uccisi sono rimasti sconosciuti, ad eccezione dell'insegnante ucraina Helena Matrosova.

## Nella cultura di massa
Il film documentario di Andrea Mocellin e Thomas Muggenthaler Totenzug in die Freiheit mostra delle riprese di un treno dell'epoca poco prima della fine della guerra in Europa. Il treno delle SS doveva portare i prigionieri dal sottocampo di Leitmeritz del campo di Flossenbürg attraverso l'allora protettorato di Boemia e Moravia verso il campo di concentramento di Mauthausen tra la fine di aprile e l'inizio di maggio 1945. Le guardie furono i membri delle SS e della Wehrmacht: a pochi giorni dalla capitolazione le SS non furono più in grado di scortare il treno. La maggior parte dei circa 4.000 prigionieri deportati riuscì a sopravvivere nei vagoni merci aperti e senza cibo.